# Bes (božanstvo)
Bes je bog veselja, glazbe i plesa. To je malena nasmiješena nakaza koja uopće nije nalik nijednom drugom božanstvu egipatske mitologije, a najviše nalikuje nekim bogovima afričke mitologije, no veoma je popularan i često su se izrađivali kipovi na kojima se Bes smiješi. Bio je štovan u cijelom Egiptu.

## Karakteristike
Bes je bio i bog magije i pomagao je pri porođajima. Egipćani su smatrali da Bes straši i otjerava sve demone (zle duhove, zmije i glodavce) koji često ulaze u svakodnevni život Egipćana, a i Bes im je također pomagao u svakodnevnim obvezama, poslovima te životu. Njegovo ime potječe od nubinske riječi koja znači mačka. Pomalo nalikuje i božici žena i porođaja Tawaret, koju prikazuju kao trudnog vodenokonja s ženskim grudima i lavljim nogama, no Bes, ipak, više nalikuje neobičnom muškom patuljku, ali često ga se prikazuje s Tawaret. Bio je štovan u cijelom Egiptu. Za vrijeme vladavine faraona Ekhnatona, u Amarni su štovali Besa, što dokazuje vaza s njegovim likom pronađena ondje.